# Колчугино
Колчугино (на руски: Кольчугино) е град в Русия, административен център на Колчугински район, Владимирска област. Населението на града към 1 януари 2018 година е 43 089 души.